# Steve Grogan
Steve James Grogan (San Antonio, 24 luglio 1953) è un ex giocatore di football americano statunitense che ha giocato nel ruolo di quarterback per tutta la carriera con i New England Patriots della National Football League (NFL). Fu scelto nel corso del quinto giro (116º assoluto) del Draft NFL 1975 dai Patriots. Al college giocò a football alla Kansas State University.

## Carriera professionistica
Grogan fu scelto nel primo giro del Draft 1975 dai New England Patriots. Anche se non perse una sola gara come titolare per quattro stagioni consecutive a inizio carriera, questa fu segnata da infortuni e da controversie su chi dovesse essere schierato come quarterback. Dopo avere soffiato il posto da titolare all'ex vincitore dell'Heisman Trophy Jim Plunkett nella sua stagione da rookie, Grogan in seguitò competé con Matt Cavanaugh, Tony Eason, un altro vincitore dell'Heisman Trophy come Doug Flutie e Marc Wilson.
Dopo la sua prima stagione, i Patriots scambiarono Plunkett con gli Oakland Raiders (che avrebbe condotto a due vittorie del Super Bowl) e Grogan li portò nella seconda a un record di 11-3 e alla prima qualificazione ai playoff dal 1963. A livello statistico la sua migliore stagione fu quella del 1979, in cui guidò la NFL con 28 passaggi da touchdown, alla pari con Brian Sipe. All'inizio degli anni ottanta subì diversi infortuni, forzando i Patriots a scegliere nel primo giro del Draft NFL 1983 Tony Eason che nelle annate successive lo soppiantò come titolare portando la squadra fino al Super Bowl XX, perso contro i Chicago Bears.
Grogan si ritirò dopo la stagione 1990 come leader di tutti i tempi della squadra per yard passate (in seguito fu superato da Drew Bledsoe e Tom Brady).

## Palmarès

### Franchigia
- American Football Conference Championship: 1

New England Patriots: 1985

### Individuale
- Leader della NFL in passaggi da touchdown: 1

1979

## Statistiche
| Yard passate  | 26.886 |
| Touchdown     | 182    |
| Intercetti    | 208    |
| Passer rating | 69,6   |